# グレーター・ロンドン・オーソリティー
グレーター・ロンドン・オーソリティー (英: Greater London Authority、略称: GLA) または大ロンドン庁（だいろんどんちょう）は、イングランドのグレーター・ロンドンにおいて最上位に位置する地方自治体である。直接選挙により選出されるロンドン市長及びその権力を監視する25名のロンドン議会議員から構成される。1998年に実施された住民投票の結果を受けて、2000年に設置された。1999年グレーター・ロンドン・オーソリティー法、及び2007年グレーター・ロンドン・オーソリティー法に基づいて、ロンドンの行政が執行される。
交通、警察、経済開発、消防、救急などの広範囲にわたって権限を有する、戦略的な地方行政府である。ロンドン交通局、市長公安室、ロンドン開発公社、ロンドン消防・緊急時計画局の4つの機関を設置して、それぞれの分野における公共サービスを提供する。ロンドン市長の政策方針はロンドン・プランの法令上に詳細に記載されており、これは定期的に更新され、公表される。

## 設立の背景
1986年、保守党のサッチャー政権により、グレーター・ロンドン・カウンシル (GLC) が廃止された。GLCの廃止にあたって、その戦略的な機能は、中央政府またはロンドン特別区の各カウンシルから選ばれたメンバーによる合同協議会により統制される団体へと移管され、行政サービス機能の一部も、カウンシル自体に委託された。
その後14年間は、ロンドン全体を包括する単一の行政体は存在しなかった。この当時の労働党は決して、GLCの廃止を支持することもなかった。そして、改めて市全域から構成される行政府を設立する方針を固め、2000年にグレーター・ロンドン・オーソリティーを設立する運びとなった。

## 設立
労働党は、直接選挙で選ばれた市長およびそれを監視する公選の議会の双方により構成される、単一の政府に関する政策方針を採用した。このモデルは、アメリカの都市を基にしたものであるが、一部分はかつてのGLCに少しは類似させるように意図して作られた。1997年の総選挙で労働党が勝利した後、1998年3月、その政策の概要が「A Mayor and Assembly for London（ロンドンのための市長および議会）」という表題でホワイトペーパーにまとめられた。
ロンドン特別区カウンシルでの選挙と並行して、GLAの設立の是非を問う住民投票が1998年5月に実施され、投じられた票の72%が設立に賛成するものだった。そして、1999年グレーター・ロンドン・オーソリティー法が英国議会を通過し、同年10月に女王より勅許を受けた。論争となった選挙運動の中で、当時の首相トニー・ブレアは市長選でリビングストンが党公認の候補となるのを阻止しようとした。これに対して、リビングストンは無所属の候補として出馬する姿勢を示し、2000年3月に労働党から離脱した上で市長選に出馬し、初代ロンドン市長に当選を果たした。こうして当選した市長と議会議員は、権限を実際に引き継ぐまでの移行期間を経て、2000年7月3日のGLA設立とともに、正式にそれぞれの職に就任した。

## 権限及び機能

### 機能的な組織
GLAの権限が及ぶ地域では、その交通、警察、消防および救急、ならびに開発及び戦略的計画を担う。これらの公共サービスは、GLA本体から直接に提供されるわけではなく、GLAの傘下にある4つの機能的な組織を通して、市長及び議会の施政方針の下に実行される。以下にその4つの組織を示す。
- ロンドン交通局 (TfL) – 公共交通機関、主要幹線道路、交通マネジメント、ロンドン・コンジェスチョン・チャージ（英語版）等、ロンドンの交通体系の大部分を管理・運営する責務を負う。
- ロンドン市長公安室（英語版） – グレーター・ロンドン内で警察業務を執行するロンドン警視庁を監督する。2011年警察改革及び社会責任法の制定および施行を受け、2012年1月を以て、ロンドン警察局（英語版）が担っていた業務を引き継いだ[2]。
- ロンドン消防・緊急時計画局（英語版） (LFEPA) – ロンドン消防庁を監督し、緊急時対応計画を調整する。
- ロンドン開発公社（英語版） (LDA) – ロンドンを跨いだ開発を担う。

2005年11月、GLAは自身の権限について調査・評価した諮問文書を公表し、ごみ処理、都市計画、住宅、教育、技能の分野を含めて、更に権限を強化することを提案した。諮問結果及び最終提案は、コミュニティ・地方自治省より、2006年7月13日に公表された。